# Louštín
Der Louštín (deutsch Lauernstein, auch Lauschtin) ist mit 537 m der höchste Berg des Džbán (Krugwald), des nördlichen Teils des Brdywaldes in Tschechien. Er befindet sich anderthalb Kilometer südöstlich von Krušovice auf dem Kataster von Řevničov im Okres Rakovník.
Auf dem Berg befand sich eine frühzeitliche Burgstätte, die wahrscheinlich während der Bronzezeit angelegt wurde. Im 13. Jahrhundert diente der Berg Wenzel I. als Jagdsitz und der König ließ sich ein Jagdschloss errichten.
Heute befindet sich auf dem Gipfel ein Sendeturm des Rundfunks.